# ونتیکو
ونتیکو (به ایتالیایی: Venetico) یک شهرداری در ایتالیا است که در استان مسینا واقع شده‌است.

## خصوصیات
ونتیکو ۴٫۴ کیلومترمربع مساحت و ۳٬۷۶۳ نفر جمعیت دارد.